# Ню Йорк
Вижте пояснителната страница за други значения на Ню Йорк.
Ню Йорк (официално на английски: The City of New York, по-често срещано разговорно New York City) е американски метрополис, разположен в щата Ню Йорк. С площ близо 1215 km², той е един от най-големите градове в света и осмият по гъстота на населението от 8 млн. души.
Метрополисът се намира в центъра на една от най-гъсто населените градски агломерации в света – Голям Ню Йорк. Като силно глобален град, Ню Йорк упражнява значително влияние върху търговията, финансите, медиите, изкуството, модата, научните изследвания, технологиите, образованието и забавлението. Дом на главната квартира на ООН, градът е важен център на международната дипломация и е описан като културната и финансова столица на света.
Разположен на едно от най-големите естествени пристанища, Ню Йорк се състои от пет района, всеки от който е окръг на щата Ню Йорк. Районите Бруклин, Бронкс, Манхатън, Куинс и Статън Айлънд са консолидирани в един и същ град през 1898 г. В Ню Йорк се говорят 800 различни езика, което го прави едно от най-лингвистично разнообразните места в света. Преброяването на населението в САЩ от 2024 г. потвърждава, че метрополният регион е най-голямата метрополна статистическа зона, наброяваща 19 426 449 души, а също така и част от най-гъсто населената комбинирана (метрополитна и микрополитна) статистическа зона в страната (Голям Ню Йорк) с население 22 342 624 души към 2024 г., който обхваща окръзи в четири щата: Ню Йорк, Ню Джърси, Кънектикът и Пенсилвания.
Корените на Ню Йорк започват от неговото основаване през 1624 г. като търговски пункт на колонисти от нидерландската република. През 1626 г. е кръстен Нов Амстердам. Градът и околностите му попадат под английски контрол през 1664 г. и е преименуван Ню Йорк, след като кралят на Англия Чарлз II предоставя земите на брат си, херцога на Йорк. Ню Йорк е столица на Съединените щати от 1785 до 1790 г. Той е бил най-големият град в страната от 1790 г. Статуята на свободата поздравява милиони имигранти, когато те пристигат в Америка с кораб в края на XIX и началото на XX век. Тя е световно признат символ на Съединените щати и тяхната демокрация.
Много места и забележителности от Ню Йорк са предварително известни на около 55-те милиона посетители, пристигащи годишно. Няколко източника класират метрополиса като най-фотографирания град в света. Площад Таймс Скуеър, наричан „Кръстопътят на света“, е ярко осветеният център на района на Бродуейските театри, едно от най-натоварените пешеходни кръстовища, и център на развлекателната индустрия в света. Имената на много от мостовете, небостъргачите и парковете на Ню Йорк са световноизвестни. Финансовият район на града, около Уол Стрийт в Долен Манхатън, е водещият световен финансов център и дом на Нюйоркската фондова борса, която е най-голямата борса в света по общата пазарна капитализация на представените на нея компании. Пазарът на недвижими имоти в Манхатън е сред най-скъпите. Китайският квартал Чайнатаун в Манхатън има най-високата концентрация на китайци в Западното полукълбо, заедно с още няколко китайски квартала в различни точки на метрополиса. С денонощен режим на работа, Нюйоркското метро е една от най-обширните метро системи, с 472 станции в експлоатация. Многобройни колежи и университети са разположени в Ню Йорк, включително Колумбийският, Нюйоркският, и Рокфелеровият университети, класирани сред първите 35 в света.
Ню Йорк има и прякор – „Голямата ябълка“ (на английски: „The Big Apple“). Няма достоверна версия за произхода на прякора, установено е само, че е възникнал през 1920-те години.

## География и климат
По-голямата част от Ню Йорк е разположена върху архипелаг от острови по Източното крайбрежие на Северна Америка, най-големите от които са Манхатън, Статън Айлънд и Лонг Айлънд. Те оформят отлично пристанище, което е и първоначалната причина за основаването на града и допринася за неговото разрастване като транспортен и търговски център. Река Хъдсън, която се влива като приливен естуар в Нюйоркския залив, отделя Лонг Айлънд и Манхатън от разположения на континента Ню Джърси. Заливът е свързан с Атлантическия океан чрез пролива Статън Айлънд и Бруклин в югозападния край на Лонг Айлънд. Протокът Ийст Ривър отделя Лонг Айлънд от Манхатън и Бронкс, основната част от Ню Йорк, разположена на континента, която от своя страна е отделена от Манхатън с протока Харлем Ривър.
Територията на град Ню Йорк е 1214 km², от които 789 km² са суша. Най-високата точка е Тод Хил на Статън Айлънд с надморска височина 125 m. Разположението на града върху острови води до постоянен недостиг на земя и до характерната за него гъста и висока застройка. Голяма част от терена в Ню Йорк е изкуствено променена, като много от хълмовете са изравнени и от морето са отвоювани нови площи. Този процес е най-интензивен в Южен Манхатън.
Климатът на Ню Йорк е влажен субтропичен (Cfa по Кьопен). Лятото е горещо и влажно със средни максимални температури 26 – 29 °C, като в отделни дни температурите могат да надхвърлят 38 °C. Зимата е студена, като преобладаващите ветрове от континента намаляват омекотяващото влияние на океана. Въпреки това температурите са по-високи, отколкото във вътрешността, със средна минимална стойност за най-студения месец януари около 0 °C и най-ниски стойности в отделни дни до -12 °C. През пролетта и есента времето е много променливо, но обикновено е меко и с ниска влажност. Годишното количество на валежите е 1260 mm, относително равномерно разпределено през сезоните. Ураганите и тропическите бури са редки, но не и невъзможни.
| Климатични данни за Ню Йорк           | Климатични данни за Ню Йорк | Климатични данни за Ню Йорк | Климатични данни за Ню Йорк | Климатични данни за Ню Йорк | Климатични данни за Ню Йорк | Климатични данни за Ню Йорк | Климатични данни за Ню Йорк | Климатични данни за Ню Йорк | Климатични данни за Ню Йорк | Климатични данни за Ню Йорк | Климатични данни за Ню Йорк | Климатични данни за Ню Йорк | Климатични данни за Ню Йорк |
| Месеци                                | яну.                        | фев.                        | март                        | апр.                        | май                         | юни                         | юли                         | авг.                        | сеп.                        | окт.                        | ное.                        | дек.                        | Годишно                     |
| Абсолютни максимални температури (°C) | 22                          | 26                          | 30                          | 36                          | 37                          | 38                          | 41                          | 40                          | 39                          | 34                          | 29                          | 24                          | 41                          |
| Средни максимални температури (°C)    | 3,5                         | 5,3                         | 9,8                         | 16,2                        | 21,6                        | 26,3                        | 28,9                        | 28,1                        | 24                          | 17,7                        | 12,1                        | 6,1                         | 16,7                        |
| Средни минимални температури (°C)     | −2,8                        | −1,7                        | 1,8                         | 7,1                         | 12,2                        | 17,6                        | 20,4                        | 19,9                        | 16                          | 10                          | 5,3                         | 0                           | 8,9                         |
| Абсолютни минимални температури (°C)  | −21                         | −26                         | −16                         | −11                         | 0                           | 7                           | 11                          | 10                          | 4                           | −2                          | −15                         | −25                         | −26                         |
| Средни месечни валежи (mm)            | 92,7                        | 78,5                        | 110,7                       | 114,3                       | 106,4                       | 112                         | 116,8                       | 112,8                       | 108,7                       | 111,8                       | 102,1                       | 101,6                       | 1269                        |
| Средно количество слънчеви часове     | 162.7                       | 163.1                       | 212.5                       | 225.6                       | 256.6                       | 257.3                       | 268.2                       | 268.2                       | 219.3                       | 211.2                       | 151.0                       | 139.0                       | 2535                        |
| ------------------------------------- | --------------------------- | --------------------------- | --------------------------- | --------------------------- | --------------------------- | --------------------------- | --------------------------- | --------------------------- | --------------------------- | --------------------------- | --------------------------- | --------------------------- | --------------------------- |
| Източник: NOAA                        |                             |                             |                             |                             |                             |                             |                             |                             |                             |                             |                             |                             |                             |

## История
В предколониалния период площта на днешен Ню Йорк е била населявана от различни групи на местното население алгонкини, включително лийнъпи и тяхната родина, известна като Lenapehoking, чиято територия обхващала бъдещите Статън Айлънд, западната част на Лонг Айлънд (земята, която по-късно ще се превърне в Бруклин и Куинс), Манхатън и долната долина на Хъдсън, включително и Бронкс.
През 1524 г. Джовани да Верацано, флорентински изследовател в служба на френската корона, става първият европеец, достигнал мястото на днешния град Ню Йорк, като акостира своя кораб La Dauphine на нюйоркското пристанище. Той обявява територията за владение на Франция и я нарича Нувел Ангулем, по името на френския град Ангулем.
В испанска експедиция, водена от капитан Естеван Гомес, португалци, плаващи под короната на император Карл V, пристигнат в пристанището на Ню Йорк януари 1525 г. Техният плавателен съд каравела „La Anunciada“, която е специално построената за морски проучвания, картографира устието на река Хъдсън, нарича от португалците Рио де Сан Антонио. Тежък лед ги спира от по-нататъшно проучване и те се завръщат в Испания през август. Първата научна карта на света, показваща целия източен бряг на Северна Америка, известна като Падрон Реал от 1527 г., е била изготвена от експедиция на Гомес, а североизтокът е именуван Тиера де Естебан Гомес в чест на капитана.
През 1609 г. английският изследовател Хенри Хъдсън преоткрива региона с кораба си Половин луна (на нидерландски: Halve Maen), когато плава в търсене на северозападен морски път до Ориента за своя работодател нидерландската източноиндийска компания. Хъдсън продължава да плава нагоре по това, което той самият нарича Северна река, позната също и като Mauritis River, а днес известна с името си Хъдсън, до мястото на днешната столица Олбани на щата Ню Йорк, с убеждението, че реката може да представлява океански пролив. Когато реката се стеснява и става невъзможна за плаване, той осъзнава, че водите не водят към по-голям басейн и връща кораба обратно надолу по реката. Хъдсън прави десетдневно проучване на района и предявява правото на своя работодател върху него. През 1614 г. зоната между Кейп Код и залива на Делауеър е обявена за територия на Нидерландия и наречена Nieuw-Nederland (Нова Нидерландия).
Първият не-кореняк американец, обитавал мястото, което в крайна сметка ще се превърне в Ню Йорк, бил доминиканският търговец Хуан Родригес (транслитериран на нидерландски като Jan Rodrigues). Роден в Санто Доминго с португалски и африкански произход, той пристига в Манхатън през зимата на 1613 – 1614 г. като представител на нидерландците, ловуващ за животински кожи, които разменя с местното население. Булевард Бродуей в участъка от 159-а до 218-а улица е кръстен Juan Rodriguez Way в негова чест.
Европейското заселване в района започва с основаването през 1614 г. на нидерландска колония за търговия с кожи в южната част на Манхатън, която по-късно е наречена Ню Амстердам (Нови Амстердам). През 1626 г. управителят на Нова Нидерландия Петер Минуит закупува остров Манхатън от племето ленапи за 60 гулдена (равни на около 1000 американски долара от 2006 г.). Според отхвърлена днес легенда, Манхатън е закупен срещу стъклени мъниста на стойност 24 долара.
През 1664 година Нови Амстердам е завладян от Англия и получава сегашното си име в чест на херцога на Йорк, бъдещия крал Джеймс II. Въпреки че Втората англо-нидерландска война завършва година по-късно с успех за нидерландците, те решават да оставят Ню Амстердам на Англия в замяна на зараждащата се плантационна колония, която днес се нарича Суринам. По същото време междуособни войни и епидемиите, пренесени от европейците, силно намаляват броя на живеещите в района ленапи. Към 1700 г. от тях са останали едва около 200 души. През 1702 г. градът губи 10% от жителите си при вълна от жълта треска, като до края на века там протичат поне седем тежки епидемии на тази болест.
По време на британското управление значението на Ню Йорк като търговско пристанище постоянно нараства. През 1735 г. в града се провежда съдебно дело срещу Джон Питър Зенгър, ключово за установяването на свободата на печата в британска Северна Америка. През 1754 г. с харта на крал Джордж II е основан Кингс Колидж, днес Колумбийски университет. Ню Йорк е и сред средищата на политическите вълнения в британските колонии, предшествали Американската революция, като от средата на 1760-те години организацията Синове на свободата влиза в непрекъснати сблъсъци с местния британски гарнизон.
След американската революция Ню Йорк служи за столица за кратко. През следващия 19 век градът се разширява значително след вълни от имигранти. Тогава е планирана и правоъгълната мрежа от улици и авенюта, а през 50-те години на века се заражда идеята за първия по рода си на континента Сентрал Парк, който става един от символите на града. От 1886 г. милионите търсещи нов живот са посрещани и от Статуята на свободата. До началото на 20 век постепенно управите на общината Ню Йорк се обединяват с части от съседните Уестчестър (Бронкс), Кингс (Бруклин), Куинс и Ричмънд (Статън Айлънд). През 1883 е завършен Бруклинският мост, свързващ Манхатън с тогава самостоятелния град Бруклин.
През първата четвърт на 20 век Ню Йорк се превръща в световен търговски и индустриален център и задминава Лондон по население. След Голямата депресия в Ню Йорк са построени едни от най-високите небостъргачи в света като Емпайър Стейт Билдинг, които са архитектурни шедьоври. От 1951 г. Ню Йорк е и седалище на Организацията на обединените нации. 60-те и 70-те години на 20. век са тежък период, в който градът губи финансовата си стабилност и става център на ширеща се престъпност. През 1980-те Уолстрийт се възражда и градът отново печели водеща позиция в световната икономика. 1990-те водят до бум на пришълци не само от света, но и от други части на САЩ. Цените на недвижимото имущество скачат неимоверно, престъпността е овладяна и градът става един от най-безопасните сред големите градове в САЩ. На 11 септември 2001 г., градът става жертва на терористичен акт, при който близо 3000 души загиват при ударите над Световния търговски център. Настоящето десетилетие очаква нова вълна на строителство, която ще промени облика на Ню Йорк начело с Фрийдъм Тауър, която ще заеме мястото на разрушените кули близнаци.

## Управление и райони

### Списък на районите
- Манхатън
- Куинс
- Бруклин
- Бронкс
- Статън Айлънд

Остров Манхатън е най-активната част на Ню Йорк и бива наричан „градът“, „ситито“ (the City), докато останалите райони са външните градчета (the Outer Boroughs). Въпреки това трудно е всеки от петте района да се опише специфично, тъй като те се разделят на стотици по-малки квартали, всеки със свой характер. Манхатън е бизнес-центърът и е най-силно урбанизиран, най-гъсто населен и там са повечето небостъргачи. Бронкс е единственият, който се намира на континента, а не на остров. Той претендира да е родното място на хип-хоп културата. Бруклин и Куинс се намират на Лонг Айлънд и са съответно с най-малко население и площ. Статън Айлънд е сравнително изолиран от останалите части и най-видимо напомнящ предградие.
Макар и подвластен на щата Ню Йорк, градът има значителна автономност в изпълнителната и законодателната власт. Изпълнителната власт се оглавява от кмета, избиран с преки избори. Той назначава свои заместници които управляват главните служби и са му директно отговорни. Законодателната власт е в градската управа която се състои от 51 члена, избирани на 4 години, всеки представящ участък с около 157 000 жители. Като повечето законодателни органи, тя се разделя на отделни комисии, занимаващи се с различни функции. Законопроектите приети с просто мнозинство, подлежат на одобрение от кмета, а за преодоляване на вето са необходими 2/3. Има единен Граждански съд за целия град и отделен Криминален съд за всяка от петте общини.
Настоящ кмет на Ню Йорк е Бил Де Блазио.

## Население и престъпност
По оценки за 2011 г. населението на метрополния район на Ню Йорк е 22 214 083 жители. Неговата гъстота е над 10 482 души/km², което го прави най-гъсто населеният град в САЩ (вторият по гъстота е Сан Франциско). Разпределението по раси е около 45% бели, 27% афроамериканци, 10% азиатци и други. Хората с испански/латино произход са една четвърт. Разнообразието е естествено като се има предвид, че над 1/3 от жителите на града са чужденци по рождение (най-много от Латинска Америка, следват Азия и Европа). От етническите групи най-силно представени са пуерториканци, италианци, ирландци, доминиканци и китайци. Освен това Ню Йорк е дом на най-голямата еврейска общност в света, наброяваща над милион евреи – повече от тези в Йерусалим. Средната възраст е 34 години, по около 1/3 са в групите до 24, 25 – 44 и над 45 години. На 100 жени се падат около 90 мъже. Безработицата е малко над 3%.
От 1991 г. насам в Ню Йорк се наблюдава постоянна тенденция към спад на престъпността и е най-безопасният голям град в САЩ. Индексът за 2004 г. е 2802 на 100 000 в сравнение с примерно Лос Анджелис – 4376, Детройт – 7903. Много от кварталите, считани за опасни в миналото, са в разцвет. Все пак градът носи славата си и с криминална дейност. Организираната престъпност се свързва с града отдавна, но Петте фамилии на мафията са по-известни с процесите срещу тях отколкото с активността си.
| Година | Брой на населението | ±%      |
| --- | ------------------- | ------- |
| 1698 | 4 937               | —       |
| 1723 | 7 248               | +46,8%  |
| 1737 | 10 664              | +47,1%  |
| 1771 | 21 863              | +105%   |
| 1800 | 60 515              | +176,7% |
| 1810 | 96 373              | +59,3%  |
| 1820 | 123 706             | +28,4%  |
| 1830 | 202 589             | +63,8%  |
| 1840 | 312 710             | +54,4%  |
| 1850 | 515 547             | +64,9%  |
| 1860 | 813 669             | +57,8%  |
| 1870 | 942 292             | +15,8%  |
| 1880 | 1 206 299           | +28,0%  |
| 1890 | 1 515 301           | +25,6%  |
| 1900 | 3 437 202           | +126,8% |
| 1910 | 4 766 883           | +38,7%  |
| 1920 | 5 620 048           | +17,9%  |
| 1930 | 6 930 446           | +23,3%  |
| 1940 | 7 454 995           | +7,6%   |
| 1950 | 7 891 957           | +5,9%   |
| 1960 | 7 781 984           | −1,4%   |
| 1970 | 7 894 862           | +1,5%   |
| 1980 | 7 071 639           | −10,4%  |
| 1990 | 7 322 564           | +3,5%   |
| 2000 | 8 008 278           | +9,4%   |
| 2010 | 8 175 133           | +2,1%   |
| 2020 | 8 804 190           | +7,7%   |
| 2023 | 8 258 035           | −6,2%   |
| Източници: 1698 – 1771, 1790 – 1990, 2000 и 2010 преброявания, 2020 преброяване, и приблизителна оценка за 2023 Процентите са изчислени с Percentage Calculator. |                     |         |

## Икономика
Исторически градът се развива благодарение на едно от най-добрите естествени пристанища. Важността му се увеличава с откриването на канала Ери свързващ Големите езера с река Хъдсън и по този начин с Атлантика. Старите пристанищни съоръжения са при порта Саут Стрийт в Манхатън, но днес основната дейност се извършва в терминала на Нюарк в Ню Джърси. Въпреки промените в точната дестинация, търговията винаги е била двигател на икономиката на Ню Йорк. Производството добива значение в средата на 19 век с идването на индустриализацията и железницата. До края на миналия век, то постепенно намалява поради растящите цени на гъстонаселената земя. Някои от кварталите на града претърпяват коренни трансформации от индустриални към жилищни зони.
Ню Йорк е световен финансов център базиран основно в Мидтаун (Централен Манхатън) и в района около Уолстрийт в долната част на Манхатън. Не само стоковите борси, но и много корпорации разполагат главните си щабове в Ню Йорк. Броят на компаниите сред най-богатите 500 в САЩ установени в града е най-голям в сравнение с където и да било другаде (Altria Group, Time Warner, AIG, Pfizer, Bristol-Myers Squibb, Sony Music Entertainment и мн. др.). Градът е и най-важният американски издателски и масмедиен център. Медисън авеню е символ на рекламната индустрия, а Седмо авеню е център на модата. В Ню Йорк се намират и най-значимите театрални и музикални сцени. Туризмът също е от огромно значение за града. Приблизителният брутен продукт на метрополиса е от порядъка на 500 милиарда долара и надминава този на държави като Полша.

## Туризъм и развлечения
Туризмът е значителна индустрия за града, забележителностите които привличат милиони са разнообразни. Сред най-емблематичните обекти са Емпайър Стейт Билдинг, Таймс Скуеър, Статуята на свободата, Уолстрийт, централата на ООН, катедралата Свети Патрик, Природонаучният музей, Бруклинския мост. В Ню Йорк се разполагат многобройни паркове и спортни площадки, като най-известният сред тях е Сентрал Парк, който заема централно място в отдиха както на нюйоркчани, така и на туристи. Бреговата линия може да се похвали с 20 km плажове и музей върху самолетоносач от Втората световна война. Пазаруването също е цел на много посетители като Пето авеню е най-луксозната артерия. Най-големият универсален магазин Мейси'с посреща по-умерено насочените. В южната част на Манхатън квартали, като Гринуич Вилидж, Сохо, Челси, са специализирани всеки в отделни направления, като музика и книги, бутикови стоки, предмети на изкуството. Много ежегодни събития събират намиращите се в града – парад по случая Деня на благодарността, новогодишни тържества, фойерверки на 4 юли. След терористичните атаки над Световния търговски център градът губи много от туристите си, но няколко години по-късно те се завръщат като се увеличава броят на американците сред тях. Разбира се Манхатън е най-привлекателният район, но и останалите имат какво да предложат. Кони Айлънд в Бруклин е развлекателен център с плаж и увеселителни паркове, зоопаркът в Бронкс е от световен мащаб, а в Куинс се намира мястото на Световното изложение от 1964 със земното кълбо – паметник на началото на космическата ера. Гледката от безплатния ферибот до Статън Айлънд също не е за изпускане.
Професионалният спорт е с голямата популярност сред нюйоркчани. За разлика от по-голямата част на САЩ, в Ню Йорк бейзболът измества по популярност традиционния американски футбол. Участието на местните отбори във финалната серия на шампионата (скромно наречена „World Series“) се счита за събитие от световна величина. Сериозно е съперничеството между Ню Йорк Янкис и Ню Йорк Метс, но кръвният враг е Бостън Редсокс. В Медисън Скуеър Гардън може да се види отбора от НБА Ню Йорк Никс. Футболът и хокеят също са сериозно представени. Там играе футболния отбор Ню Йорк Ред Булс, който се състезава МЛС Понастоящем планът за строеж на стадион в центъра на Манхатън е обект на сериозни противоречия и може би фактор за неуспешната кандидатура на Ню Йорк за домакин на Олимпийските игри през 2012.
Медиите също заемат важна част от живота в мегаполиса. Вестниците „Уолстрийт Джърнъл“ и „Ню Йорк Таймс“ са с милионен тираж, но освен тях има и десетки други ежедневници. Няколко от най-значителните телевизии са базирани в града, а филмовата индустрия отстъпва само на Холивуд. Музиката също има традиции в града, особено джазът и хип-хопът.

## Култура и местни нрави
Ню Йорк има богата колекция от музеи, сред които най-значимите са Музеят на изкуствата „Метрополитън“, Музеят на модерното изкуство (MoMA) и Музеят за съвременно изкуство „Гугенхайм“. Природонаучният музей също е мащабен, има и много по-малки специализирани музеи. Най-големите обществени библиотеки са Нюйоркската обществена библиотека, Бруклинската обществена библиотека и Районната обществена библиотека на Куинс.
Местата за представления като опера, симфонична музика и танци са разнообразни. Най-голямото от тях е комплексът Линкълн Сентър, който включва 12 отделни компании, сред които Нюйоркската филхармония, Метрополитън опера, Нюйоркската градска опера, Нюйоркският градски балет. Други известни зали са Карнеги Хол и Рейдио Сити Мюзик Хол. Театърът е основна атракция и името Бродуей е показателно. В действителност думата вече е нарицателно и не всички такива театри се намират на едноименната улица. Все пак районът около Таймс Скуеър е с най-голямо влияние.
Образованието е с богата основа в града, който може да се похвали с елитни висши заведения като Колумбия, Фордам, Нюйоркски университет. Държавният Градски университет е най-големият в САЩ и има 5 отделни клона в различни части на града. Ню Йорк е голям център за академична медицина като включва институции от световна научна величина. Интересът се насърчава отрано и някои специализирани гимназии са силно селективни.
Разнообразието е най-видимо в пъстротата на етносите и успешното им съжителство. Разбира се освен като нюйоркчани, много от жителите могат да се приобщят и към даден квартал. С конкретна идентичност са примерно Харлем, Малката Италия, Китайският град, Вашингтонските възвишения. Историческите изменения в отделните части на града са значителни и някои процеси предизвикват недоволството на местните общности. Облагородяването на града е видимо на много места, срещат се все повече млади професионалисти и хора на изкуството; бизнесът навлиза и това довежда до повишаване стандарта на живот, но понякога прогонва много от предишните обитатели. Разбира се, сблъсъкът е най-сериозен в Манхатън, където гъстотата е най-голяма и демографските промени са най-динамични.

## Транспорт
Общественият транспорт е с широка употреба и се ползва от 60% от жителите, включително и голяма част от работещата средна класа. По този начин „пешеходната култура“ на нюйоркчани съществено се отличава от преобладаващата в САЩ употреба на автомобили. Нюйоркското метро е с широко покритие и по обща дължина на линиите е най-голямата в света. Броят на пътниците за 2004 е 2,4 милиарда, което я нарежда на пето място в света. Метрото обслужва всички райони без Статън Айлънд, който има собствена железница свързана с градската мрежа посредством безплатния ферибот. Отделна мрежа свързва Манхатън с Ню Джърси от другата страна на река Хъдсън. Освен това в града оперират и стотици автобусни линии. Поради обширната система за масов превоз много нюйоркчани не притежават лични автомобили (огромната цена на застраховките може би е друга причина), нито свидетелства за правоуправление. Познатите жълти таксита също са често използвани.
Връзките на града с останалия свят също са добре развити. Няколко големи магистрали обслужват метрополния район. Железопътни линии по които ежедневно пътуват работещи в града го свързват директно с Лонг Айлънд, други части от щата Ню Йорк на север от града, както и Кънектикът. Разбира се, оперират и по далечни линии. Четири големи летища са в района на Ню Йорк. JFK и LaGuardia се намират съответно в Ямайка и Флъшинг (квартали на Ню Йорк), а Нюарк и Тетерборо са в едноименните градове на Ню Джърси. JFK обслужва предимно международния трафик, LaGuardia – националния. Нюарк се занимава и с двете, а Тетерборо е основното летище за частни и товарни полети. JFK и Нюарк имат връзка с градската транспортна мрежа посредством специален влак. През всяко от тях преминават по над 30 милиона пътници годишно което ги нарежда сред 30-те най-натоварени.
Също така от 2005 година се използват хибридите Ford Escape Hybrid за таксита.

## Побратимени градове
Ню Йорк има 10 побратимени градове, като 9 от тях членуват в Международна организация за побратимяване на градове (МОПГ) Секцията за дата показва коя година някой град е бил побратимен с Ню Йорк.
| Страна                 | Град          | Държава / Област/ Регион / Щат | Дата  |
| ---------------------- | ------------- | ------------------------------ | ----- |
| Китай                  | Пекин         | Пекин                          | 1980  |
| Бразилия               | Бразилия      | Федерален окръг                | 2004  |
| Азербайджан            | Баку          | Баку                           | 2002  |
| Доминиканска република | Санто Доминго | Дистрито Насионал              | 1983  |
| Египет                 | Кайро         | Кайро                          | 1982  |
| Унгария                | Будапеща      | Будапеща                       | 1992* |
| Израел                 | Йерусалим     | Йерусалим                      | 1993  |
| Италия                 | Рим           | Лацио                          | 1992  |
| Япония                 | Токио         | Токио Префектура               | 1960  |
| Испания                | Мадрид        | Мадрид                         | 1982  |
| РЮА                    | Йоханесбург   | Гаутенг                        | 2003  |
| Великобритания         | Лондон        | Голям Лондон                   | 2001  |

* Не е в МОПГ